# 아나 오펠리아 무르기아
아나 오펠리아 무르기아(Ana Ofelia Murguía, 1933년 12월 8일 ~ 2023년 12월 31일)는 멕시코의 배우이다. 아리엘상 여우주연상 후보 5회 지명자이다.

## 출연 작품
- 코코 (2017)
- 더 워터휠 (2012)
- 엑스퍼레이션 데이트 (2011)
- 허브 치료사 (2010)
- 아이 미스 유 (2010)
- 저스트 워킹 (2008)
- 카타리나의 사랑과 자유 (2008)
- 블루 아일리즈 (2007)
- 논나스 트립 (2007)
- 글로리아 두케 (1995)
- 밤의 여왕(영어판) (1994)
- 원 맨스 워 (1991)
- 가비의 기적 (1987)
- 종신형 (1979)
- 맨발의 독수리 (1969)